# Епархия Голуэя, Килмакдуа и Килфеноры
Епархия Голуэя, Килмакдуа и Килфеноры (лат. Dioecesis Galviensis, Duacensis et Finaborensis, ирл. Deoise na Gaillimhe, Chill Mhic Duaich agus Chill Fhionnúrach) — диоцез Римско-католической церкви, в составе митрополии Туама в Ирландии. Церковные округа Голуэя и Килмакдуа относятся к провинции Туама, а церковный округ Килфеноры — к провинции Кашела.
На 2016 год клир епархии насчитывает 95 священников (58 епископальных, 37 монашествующих). Епископом с 11 декабря 2017 года является Брендан Келли.

## Территория
В юрисдикцию епархии входит 39 приходов, расположенных в городе Голуэй, части территорий графства Голуэй и северной прибрежной части графства Клэр, в Ирландии. Крупные населённые пункты включают Эннистимон, Оранмор и Утерард.
Кафедральный собор епархии — храм Вознесения Богоматери и Св. Николая.

## История
Епархия берёт начало в средневековом монастыре Килмакдуа в период управления Голуэем церковным старостой (1484—1831). После того, как в 1831 году Святой Престол упразднил должность старосты, был назначен первый епископ Голуэя.
В 1866 году епископ Голуэйский Джон Макэвилли был назначен апостольским администратором епархии Килмакдуа и Килфеноры. Когда в 1878 году его назначили коадъютором архиепархии Туама, он сохранил за собой Голуэй; уже в 1881 году он стал архиепископом Туама. Макэвилли продолжал курировать Килмакдуа и Килфенору до 1883 года, когда папа Лев XIII объединил епархию с соседней епархией Килмакдуа. В том же году был назначен ординарий объединённой епархии Голуэя и Килмакдуа, одновременно являющийся апостольским администратором епархии Килфеноры in perpetuum.
Епископство Килмакдуа было самостоятельным до 1750 года, когда папа Бенедикт XIV постановил объединить его с епископством Килфеноры. Поскольку Килмакдуа  находился в церковной провинции Туам, а Килфенора находилась в провинции Кашел, было решено, что ординарий объединённых епархий будет попеременно епископом одной и апостольским администратором другой. Первым носителем этого необычного двойного титула был Питер Килкелли, служивший епископом Килмакдуа с 1744 года и апостольским администратором Килфеноры с 1750 года. С тех пор объединённая епархия управляла Килфенорой как Апостольским викариатом. Поскольку апостольский викариат подчиняется непосредственно папе, папа осуществляет свои полномочия в Кильфеноре через викария.